# Гедиминовичи
Гедиминовичи (на литовски: Gediminaičių) са литовска княжеска династия, Велики князе на Литва от 1316 до 1440 г.
В началото на XIII век нейни представители заемат престола на Великото Литовско княжество. Великият княз Гедимин (Гедиминас; 1316 – 1341), син на литовския княз Сколоменд, организира значителна в териториално отношение държава, в която включва и много западно-руски земи, в т.ч. и Киев. установява столицата си във Вилнюс. Все още езичник, той се противопоставя успешно на претенциите към неговите владения от страна на московските велики князе и на рицарите на Тевтонския орден. Жени се три пъти, като от първата си жена има две деца, от втората – три, а от третата – десет. Пет от тях са по-известни (трима синове и две дъщери): Олгерд (Алгирдас), Кейстут (Кястутис) и Евнут (Евнут-Иван, Яунутис, Евнутий), Анна-Алдона (1309/10 – 1339), омъжена (1325) за полския крал Кажимеж III Велики и Анастасия-Айгуста († 1345), омъжена (1333) за великия московски княз Симеон Горди.
Олгерд (Алгирдас; 1345 – 1377), втори син на Гедимин, наследява брат си Евнут (Евнут-Иван, Яунутис, Евнутий), пети син на Гедимин, който управлява само четири години (1341 – 1345). Той продължава завоевателната политика на баща си спрямо Москва и Златната орда. Жени се два пъти: през 1318 г. за витебската княгиня Мария Ярославна († 1346), от която има девет деца, и през 1349 г. за християнката Уляна Александровна († 1392), княгиня тверска, от която има единадесет деца. Втората му жена допринася за благосклоннното му отношение към разпространението на християнството в Литва. Три от двадесетте му деца са по-известни (две дъщери и един син): Катерина († 1422), омъжена за херцог Йохан II фон Мекленбург и Александра († 1434), омъжена (1387) за мазовецкия херцог Земовит IV (1352 – 1425/26), и Ягело, крал на Полша под името Владислав II Ягело, основател на династията Ягелони, крале на Полша, Унгария и Чехия.
Кейстут (Кястутис; 1381 – 1382), трети син на Гедимин, получава от баща си Тракайското и Жемайтското княжества. Той подпомага брат си Олгерд в управлението на Литва и често воюва с тевтонските рицари. Твърд защитник на езическите традиции, той е пленен и убит по заповед на своя племенник, полския крал Владислав II Ягело. Жени се два пъти, като от първата си неизвестна по име жена има трима синове, а от втората Бирута († 1382) – трима синове и три дъщери.
Витовт (Витаутас; 1392 – 1430), четвърти (първи от втората му жена) син на Кейстут, е провъзгласен за велик литовски княз през 1392 г. Макар да отделя страната от Полша, той поддържа добри отношения с братовчед си Владислав II Ягело. През 1410 г. ръководените от него литовски войски допринасят за полската победа над тевтонските рицари в битката при Грюнвалд. Жени се три пъти: 1. за Мария Андреевна, княгиня лукомска, 2. (1382) за Анна Светославна († 1418), княгиня смоленска, 3. (1418) за Уляна Ивановна († 1448), княгиня холшанска. От първата си съпруга има една дъщеря София († 1453), омъжена през 1392 за великия московски княз Василий I.
Последните двама представители на Гедиминовичите са Свидригайло (Швитригайла; 1430 – 1432), дванадесети, най-малък син на Олгерд и Жигмунд (Жигимантас; 1432 – 1440), шести син на Кейстут. Първият се жени за Анна Ивановна, княгиня тверска, от която няма деца, а вторият се жени два пъти и има само един син Михаиил-Болеслав († 1452).

## Велики князе на Литва от династията на Гедиминовичите (1316 – 1440)
- Гедимин (Гедиминас) (1257 – 1341) (1316 – 1341), син на литовския княз Сколоменд
- Евнут (Евнут-Иван, Яунутис, Евнутий) (1301 – 15.9.1366) (1341 – 1345), пети син на Гедимин, княз заславски
- Олгерд (Алгирдас) (1296 – 5.1377) (1345 – 1377), втори син на Гедимин, княз витебски от 1320, княз киевски от 1345
- Ягело (1350/54 – 1.6.1434) (1377 – 1381; 1382 – 1386), шести син на Олгерд, крал на Полша (Владислав II Ягело, 1386 – 1434)
- Кейстут (Кястутис) (1297 – 15.8.1382) (1381 – 1382), трети син на Гедимин, княз тракайски и жемайтски
- Витовт (Витаутас) (1350 – 1430) (1392 – 1430), четвърти син на Кейстут
- Свидригайло (Швитригайла) (ок. 1370 – 1452) (1430 – 1432), дванадесети, най-малък син на Олгерд
- Жигмунд (Жигимантас) (†1440) (1432 – 1440), шести син на Кейстут.[2]